# گل رنگ (غور)
گل رنگ روستایی در ولسوالی فیروز کوه از ولایت غور در کشور افغانستان است.